# Нойкірхен-Бальбіні
Нойкірхен-Бальбіні (нім. Neukirchen-Balbini) — громада в Німеччині, розташована в землі Баварія. Підпорядковується адміністративному округу Верхній Пфальц. Входить до складу району Швандорф. Складова частина об'єднання громад Нойнбург-форм-Вальд.
Площа — 47,07 км2. Населення становить 1128 ос. (станом на 31 грудня 2020).

## Галерея

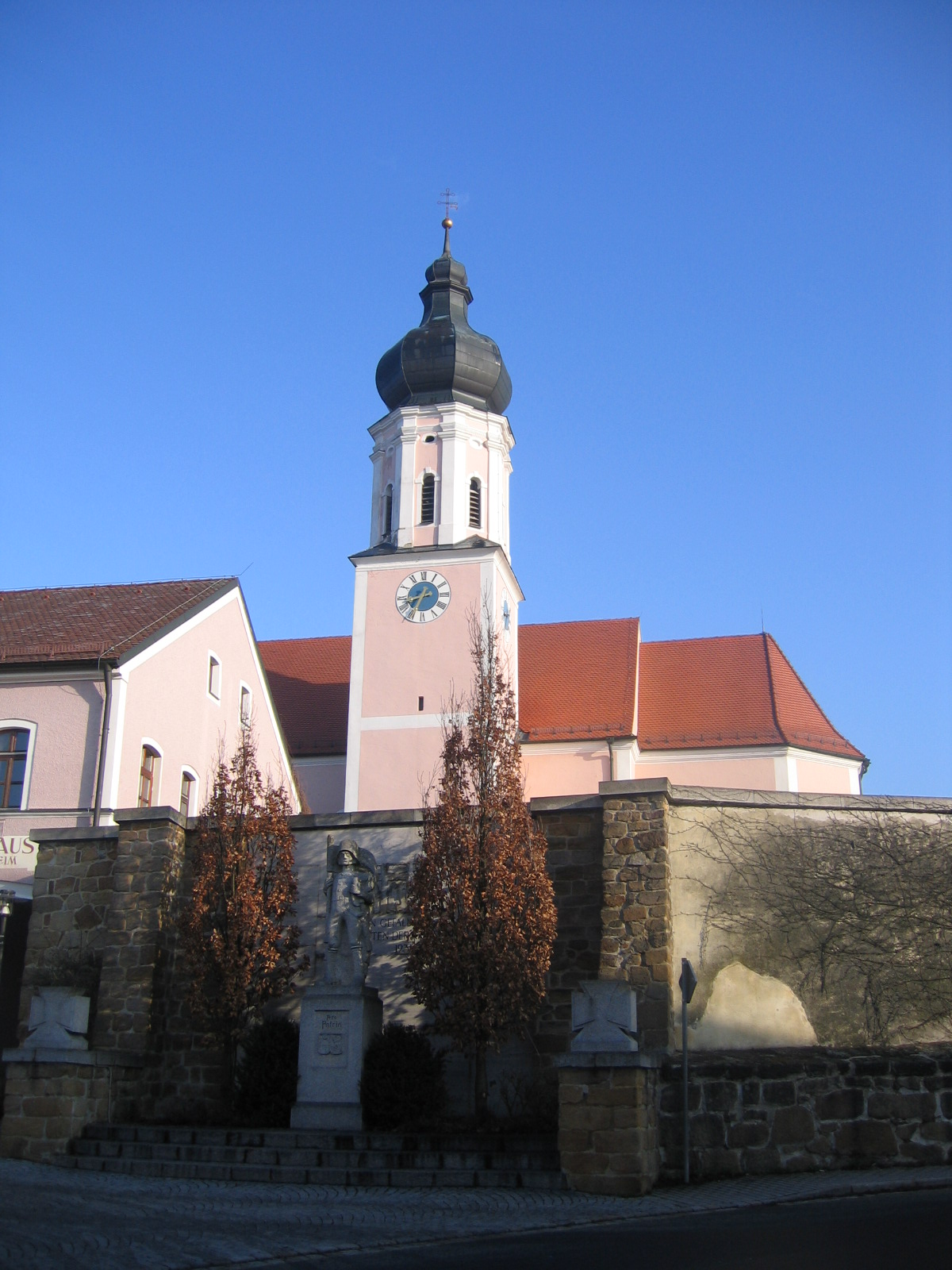
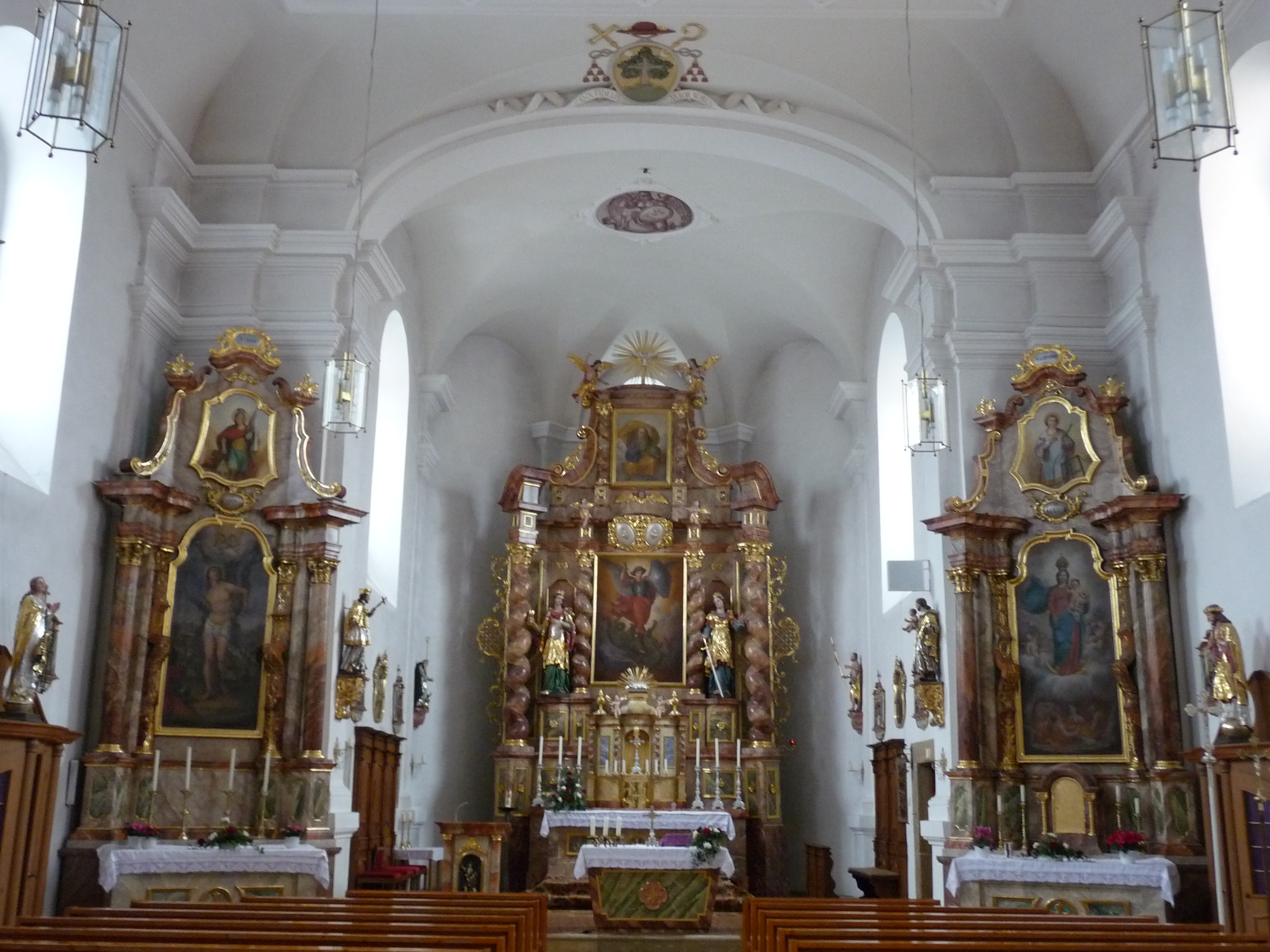